# Singleton

Diagrama UML de una clase que implementa el patrón singleton.

En ingeniería de software, específicamente en programación orientada a objetos, singleton o instancia única es un patrón de diseño que restringe la creación de objetos pertenecientes a una clase a un único objeto, asegurando que sólo exista una única instancia. 
Además de garantizar que una clase solo tenga una instancia, proporciona un punto de acceso global a ella.
El patrón singleton se implementa creando en nuestra clase un método que crea una instancia del objeto solo si todavía no existe alguna. Para asegurar que la clase no puede ser instanciada nuevamente se regula el alcance del constructor (con modificadores de acceso como protegido o privado).
La instrumentación del patrón puede ser delicada en programas con múltiples hilos de ejecución. Si dos hilos de ejecución intentan crear la instancia al mismo tiempo y esta no existe todavía, solo uno de ellos debe lograr crear el objeto. La solución clásica para este problema es utilizar exclusión mutua en el método de creación de la clase que implementa el patrón.
Las situaciones más habituales de aplicación de este patrón son aquellas en las que dicha clase controla el acceso a un recurso físico único (como puede ser el ratón o un archivo abierto en modo exclusivo) o cuando cierto tipo de datos debe estar disponible para todos los demás objetos de la aplicación.
Los críticos consideran al singleton como un antipatrón utilizando en escenarios donde no es beneficioso, introduce restricciones innecesarias donde una única instancia de una clase no es realmente requerida y agrega un estado global en la aplicación.
El patrón singleton provee una única instancia global gracias a que:
- La propia clase es responsable de crear la única instancia. Por medio de su método constructor.
- Permite el acceso global a dicha instancia mediante un método de clase.
- Declara el constructor de clase como privado para que no sea instanciable directamente.
- Al estar internamente autorreferenciada, en lenguajes como Java, el recolector de basura no actúa.

## Ejemplo de implementación

### ActionScript 3
Una implementación del patrón singleton en ActionScript es la siguiente:
```
public
 
class
 
Singleton
{

   
private
 
static
 
var
 
instance
:
Singleton
;

   
private
 
static
 
var
 
allowInstance
:
Boolean
;

   
public
 
function
 
Singleton
(){

      
if
(
!
allowInstance
){

         
throw
 
new
 
Error
(
"Debes usar getInstance()"
);
	

      
}
else
{

         
trace
(
"Se inicializó una instancia de Singleton"
);

      
}

   
}

		

   
public
 
static
 
function
 
getInstance
()
:
Singleton
{

      
if
(
instance
==
null
){

         
allowInstance
=
true
;

         
instance
=
 
new
 
Singleton
();

         
allowInstance
=
false
;
			

      
}
else
{

         
trace
(
"Se regresa la instancia existente"
);
	

      
}

      
return
 
instance
;

   
}

}

```

### Autoit
Una implementación del patrón singleton en Autoit es la siguiente:
```
#include
 
<
Misc
.
au3
>

if
 
_Singleton
(
"test"
,
1
)
 
=
 
0
 
Then

    
Msgbox
(
0
,
"Warning"
,
"An occurence of test is already running"
)

    
Exit

EndIf

Msgbox
(
0
,
"OK"
,
"the first occurence of test is running"
)

```

### C#
Un ejemplo correcto de inicialización diferida y segura en entornos multi-hilo en C# sería:
```
public
 
class
 
Singleton

{

    
// Variable estática para la instancia, se necesita utilizar una función lambda ya que el constructor es privado

    
private
 
static
 
readonly
 
Lazy
<
Singleton
>
 
instance
 
=
 
new
 
Lazy
<
Singleton
>
(()
 
=>
 
new
 
Singleton
());

    
// Constructor privado para evitar la instanciación directa

    
private
 
Singleton
()

    
{

    
}

    
// Propiedad para acceder a la instancia

    
public
 
static
 
Singleton
 
Instance

    
{

        
get

        
{

            
return
 
instance
.
Value
;

        
}

    
}

}

// Clase de prueba

public
 
class
 
Prueba

{

   
private
 
static
 
void
 
Main
(
string
[]
 
args
)

   
{

     
//Singleton s0 = new Singleton();  //Error

     
Singleton
 
s1
 
=
 
Singleton
.
Instance
;

     
Singleton
 
s2
 
=
 
Singleton
.
Instance
;

     
if
(
s1
==
s2
)

     
{

       
// Misma instancia

     
}

   
}

}

```

### C++
Una solución posible en C++ (conocida como el singleton de Meyers) en la cual el singleton es un objeto local estático (notar que esta solución no es segura en programas multi-hilo):
```
template
 
<
class
 
T
>

class
 
Singleton

{

    
public
:

        
static
 
T
&
 
Instance
()

        
{

            
static
 
T
 
laInstanciaSingleton
;
 
//asumir T posee un constructor por defecto

            
return
 
laInstanciaSingleton
;

        
}

};

class
 
Singleton
 
:
 
public
 
Singleton
<
Singleton
>

{

     
friend
 
class
 
Singleton
<
Singleton
>
;
 
//para dar acceso al constructor privado de SoloUno

     
//..definir aquí el resto de la interfaz

};

```

### D
Una posible implementación en D sería:
```
final
 
class
 
Singleton
 
{

    
private
 
static
 
Singleton
 
instance
;

    
static
 
this
()
 
{

        
instance
 
=
 
new
 
Singleton
();

    
}

    
static
 
Singleton
 
opCall
()
 
{

        
return
 
instance
;

    
}

}

auto
 
s1
 
=
 
Singleton
();

auto
 
s2
 
=
 
Singleton
();

assert
(
s1
 
==
 
s2
);

```

### Delphi
Esta implementación ha sido sacada de  y está basada en la sobreescritura de los métodos NewInstance y FreeInstance que se hereda de la clase TObject, la madre de todos los objetos en Embarcadero Delphi.
```
type

  
TSingleton
 
=
 
class

  
public

    
class
 
function
 
NewInstance
:
 
TObject
;
 
override
;

    
procedure
 
FreeInstance
;
 
override
;

    
class
 
function
 
RefCount
:
 
Integer
;

  
end
;

var

  
Instance
  
:
 
TSingleton
  
=
 
nil
;

  
Ref_Count
 
:
 
Integer
     
=
 
0
;

```

Y su implementación sería así:
```
procedure
 
TSingleton
.
FreeInstance
;

begin

  
Dec
(
 
Ref_Count
 
)
;

  
if
 
(
 
Ref_Count
 
=
 
0
 
)
 
then

  
begin

    
Instance
 
:=
 
nil
;

    
// Destroy private variables here

    
inherited
 
FreeInstance
;

  
end
;

end
;

class
 
function
 
TSingleton
.
NewInstance
:
 
TObject
;

begin

  
if
 
(
 
not
 
Assigned
(
 
Instance
 
)
 
)
 
then

  
begin

    
Instance
 
:=
 
inherited
 
NewInstance
;

    
// Initialize private variables here, like this:

    
//   TSingleton(Result).Variable := Value;

  
end
;

  
Result
 
:=
 
Instance

  
Inc
(
 
Ref_Count
 
)
;

end
;

class
 
function
 
TSingleton
.
RefCount
:
 
Integer
;

begin

  
Result
 
:=
 
Ref_Count
;

end
;

```

### Java
La implementación más usual en el lenguaje de programación Java es la siguiente:
```
public
 
class
 
Singleton
 
{

    
private
 
static
 
final
 
Singleton
 
INSTANCE
 
=
 
new
 
Singleton
();

    
// El constructor privado no permite que se genere un constructor por defecto.

    
// (con mismo modificador de acceso que la definición de la clase) 

    
private
 
Singleton
()
 
{}

    
public
 
static
 
Singleton
 
getInstance
()
 
{

        
return
 
INSTANCE
;

    
}

}

```

Un ejemplo correcto de inicialización diferida. Se deja para comentar un error común en Java al no tener en cuenta la sincronización de métodos.
```
public
 
class
 
Singleton
 
{

    
private
 
static
 
Singleton
 
INSTANCE
 
=
 
null
;

    
// Private constructor suppresses 

    
private
 
Singleton
(){}

    
// creador sincronizado para protegerse de posibles problemas  multi-hilo

    
// otra prueba para evitar instanciación múltiple 

    
private
 
synchronized
 
static
 
void
 
createInstance
()
 
{

        
if
 
(
INSTANCE
 
==
 
null
)
 
{
 

            
INSTANCE
 
=
 
new
 
Singleton
();

        
}

    
}

    
public
 
static
 
Singleton
 
getInstance
()
 
{

        
if
 
(
INSTANCE
 
==
 
null
)
 
createInstance
();

        
return
 
INSTANCE
;

    
}

}

```

Si queremos reducir el coste de la sincronización, se realiza la comprobación de la instancia antes de invocar el método "createInstance"; también es posible hacerlo en un único método de la siguiente manera :
```
    
private
 
static
 
void
 
createInstance
()
 
{

        
if
 
(
INSTANCE
 
==
 
null
)
 
{

            
// Solo se accede a la zona sincronizada

            
// cuando la instancia no está creada

            
synchronized
(
Singleton
.
class
)
 
{

                
// En la zona sincronizada sería necesario volver

                
// a comprobar que no se ha creado la instancia

                
if
 
(
INSTANCE
 
==
 
null
)
 
{
 

                    
INSTANCE
 
=
 
new
 
Singleton
();

                
}

            
}

        
}

    
}

```

Para asegurar que se cumpla el requerimiento de "única instancia" del singleton; la clase debería producir un objeto no clonable:
```
//Así se podría clonar el objeto y no tendría unicidad.

SingletonObjectDemo
 
clonedObject
 
=
 
(
SingletonObjectDemo
)
 
obj
.
clone
();

```

Entonces, se debería impedir la clonación sobreescribiendo el método "clone" de la siguiente manera:
```
//El método "clone" es sobreescrito por el siguiente que arroja una excepción:

public
 
Object
 
clone
()
 
throws
 
CloneNotSupportedException
 
{

    	
throw
 
new
 
CloneNotSupportedException
();
 

}

```

Otra cuestión a tener en cuenta es que los métodos (o la clase) deberían ser declarados como: final para que no puedan ser sobreescritos.

Existe otra implementación menos conocida, pero con mayores ventajas dentro de Java que es la siguiente:
```
public
 
enum
 
SingletonEnum
 
{

    
INSTANCE
;

    

    
int
 
value
;

    

    
public
 
int
 
getValue
()
 
{

        
return
 
value
;

    
}

    

    
public
 
void
 
setValue
(
int
 
value
)
 
{

        
this
.
value
 
=
 
value
;

    
}

}

```

Este enfoque es thread-safe y serializable, garantizado por la implementación de enum.

Ejemplo de uso:
```
public
 
class
 
EnumDemo
 
{

    
public
 
static
 
void
 
main
(
String
[]
 
args
)
 
{

        
SingletonEnum
 
singleton
 
=
 
SingletonEnum
.
INSTANCE
;

        
System
.
out
.
println
(
singleton
.
getValue
());

        
singleton
.
setValue
(
2
);

        
System
.
out
.
println
(
singleton
.
getValue
());

    
}

}

```

### Javascript
Una implementación del patrón singleton en Javascript es la siguiente:
```
Singleton
 
=
 
function
 
Singleton$constructor
()
 
{

    
return
 
{
 

        
getInstance
 
:
 
function
 
Singleton$getInstance
()
 
{

            
return
 
this
;

        
}

    
};

}();

```

### Objective C
Una sencilla implementación del patrón Singleton para el lenguaje Objective C es:
```
#import "Singleton.h"

 

@implementation
 
Singleton

 

+(
Singleton
 
*
)
 
getInstance
{

    
static
  
Singleton
*
 
singleton
 
=
 
nil
;

    
@synchronized
(
self
){

        
if
 
(
!
singleton
)
 
{

            
singleton
 
=
 
[
self
 
new
];

        
}

    
}

    
return
 
singleton
;

}

@end

```

Otra forma mejor utilizando GCD es:
```
+
 
(
id
)
sharedInstance

{

  
static
 
dispatch_once_t
 
pred
 
=
 
0
;

  
__strong
 
static
 
id
 
_sharedObject
 
=
 
nil
;

  
dispatch_once
(
&
pred
,
 
^
{

    
_sharedObject
 
=
 
[[
self
 
alloc
]
 
init
];

  
});

  
return
 
_sharedObject
;

}

```

### Perl
Como es habitual en Perl, hay más de una forma de hacerlo. De entre varias posibilidades, podemos señalar esta:
```
[
Singleton
.
pm
]

package
 
Singleton
;

my
 
$singleton
;

sub
 
new
 
{

	
my
 
$class
 
=
 
shift
;

	
$singleton
 
||=
 
bless
 
{},
 
$class
;

}

...

[
foo
.
pl
]

require
 
Singleton
;

my
 
$object1
 
=
 
new
 
Singleton
;

my
 
$object2
 
=
 
new
 
Singleton
;
	
# El mismo objeto

```

### PHP
Un ejemplo de implementación del patrón singleton en PHP sería la siguiente:
```
<?php

class
 
Singleton

{

    
// Contenedor Instancia de la clase

    
private
 
static
 
$instance
 
=
 
null
;

   
    
// Constructor privado, previene la creación de instancias vía new

    
private
 
function
 
__construct
()
 
{
 
}

    
// Clonación no permitida

    
private
 
function
 
__clone
()
 
{
 
}

    
// Método singleton 

    
public
 
static
 
function
 
getInstance
()

    
{

        
if
 
(
null
 
===
 
self
::
$instance
)
 
{

            
self
::
$instance
 
=
 
new
 
Singleton
();

        
}

        
return
 
self
::
$instance
;

    
}

}

```

### Python
El siguiente es un ejemplo de implementación de Singleton en Python (tampoco es segura en la programación multi-hilo):
```
class
 
Singleton
 
(
object
):

    
instance
 
=
 
None
       
    
def
 
__new__
(
cls
,
 
*
args
,
 
**
kargs
):
 
        
if
 
cls
.
instance
 
is
 
None
:

            
cls
.
instance
 
=
 
object
.
__new__
(
cls
,
 
*
args
,
 
**
kargs
)

        
return
 
cls
.
instance

#Usage

mySingleton1
 
=
 
Singleton
()

mySingleton2
 
=
 
Singleton
()

 

#mySingleton1 y mySingleton2 son la misma instancia

assert
 
mySingleton1
 
is
 
mySingleton2

```

Y otra posibilidad interesante es implementarlo como una metaclase:
```
class
 
Singleton
(
type
):

    
def
 
__init__
(
cls
,
 
name
,
 
bases
,
 
dct
):

        
cls
.
__instance
 
=
 
None

        
type
.
__init__
(
cls
,
 
name
,
 
bases
,
 
dct
)

    
def
 
__call__
(
cls
,
 
*
args
,
 
**
kw
):

        
if
 
cls
.
__instance
 
is
 
None
:

            
cls
.
__instance
 
=
 
type
.
__call__
(
cls
,
 
*
args
,
**
kw
)

        
return
 
cls
.
__instance

class
 
A
:

    
__metaclass__
 
=
 
Singleton

    
# Definir aquí el resto de la interfaz

a1
 
=
 
A
()

a2
 
=
 
A
()

assert
 
a1
 
is
 
a2

```

### Visual Basic. NET
Una implementación del patrón singleton en Visual Basic .NET es la siguiente:
```
Public
 
Class
 
Singleton

    
Private
 
Sub
 
New
()
 
'CONSTRUCTOR

    
End
 
Sub

    
Private
 
Shared
 
instancia
 
As
 
Singleton
 
=
 
Nothing

    
Public
 
Shared
 
Function
 
getInstancia
 
As
 
Singleton

            
If
 
instancia
 
Is
 
Nothing
 
Then

                
instancia
 
=
 
New
 
Singleton
()

            
End
 
If

            
Return
 
instancia

    
End
 
Function

End
 
Class

```

## Patrones relacionados
- Abstract Factory: muchas veces son implementados mediante singleton, ya que normalmente deben ser accesibles públicamente y debe haber una única instancia que controle la creación de objetos.
- Monostate: es similar al singleton, pero en lugar de controlar el instanciado de una clase, asegura que todas las instancias tengan un estado común, haciendo que todos sus miembros sean de clase.